# Astyanax pirapuan
Astyanax pirapuan, popularmente conhecido como lambari, é uma espécie de peixe caracídeo, pertencente ao gênero Astyanax. É endêmica ao Brasil, ocorrendo nos estados de Mato Grosso e Mato Grosso do Sul.